# أولاد ميمون (بني زهنة)
أولاد ميمون هو دُوَّار يقع بجماعة إغزران، إقليم صفرو، جهة فاس مكناس في المملكة المغربية. ينتمي الدوّار لمشيخة بني زهنة التي تضم 3 دواوير. يقدر عدد سكانه بـ 350 نسمة حسب الإحصاء الرسمي للسكان والسكنى لسنة 2004.

## روابط خارجية
- البوابة الوطنية للجماعات الترابية
- المندوبية السامية للتخطيط